# ATC (D09)
Jest to część klasyfikacji anatomiczno-terapeutyczno-chemicznej:
- D – Dermatologia
  - D 01 – Leki przeciwgrzybicze
  - D 02 – Leki keratolityczne i działające ochronnie
  - D 03 – Leki stosowane w leczeniu ran i owrzodzeń
  - D 04 – Leki przeciwświądowe, w tym przeciwhistaminowe, znieczulające itp.
  - D 05 – Leki przeciwłuszczycowe
  - D 06 – Antybiotyki i chemioterapeutyki
  - D 07 – Kortykosteroidy
  - D 08 – Środki antyseptyczne i dezynfekujące
  - D 09 – Opatrunki lecznicze
  - D 10 – Leki przeciwtrądzikowe
  - D 11 – Inne leki dermatologiczne

Obejmuje ona opatrunki lecznicze:

## D 09 A – Opatrunki lecznicze
- D 09 AA – Opatrunki lecznicze zawierające środki przeciwinfekcyjne
  - D 09 AA 01 – framycetyna
  - D 09 AA 02 – kwas fusydowy
  - D 09 AA 03 – nitrofural
  - D 09 AA 04 – octan fenylortęci
  - D 09 AA 05 – benzododecynium
  - D 09 AA 06 – triklosan
  - D 09 AA 07 – chlorek cetylopirydyniowy
  - D 09 AA 08 – chlorohydrat glinu (chlorek poliglinu)
  - D 09 AA 09 – jodopowidon
  - D 09 AA 10 – kliochinol
  - D 09 AA 11 – Benzalkonium
  - D 09 AA 12 – chlorheksydyna
  - D 09 AA 13 – jodoform
- D 09 AB – Opatrunki cynkowe
  - D 09 AB 01 – opatrunki cynkowe bez dodatków
  - D 09 AB 02 – opatrunki cynkowe z dodatkami
- D 09 AX – Opatrunki z miękką parafiną